# Articulatio humeroradialis
De articulatio humeroradialis een van de drie delen van het ellebooggewricht, ook wel articulatio cubiti. Het ellebooggewricht bestaat uit de humerus (bot van het bovenarm), ulnaris (bot van het onderarm aan de pinkzijde) en de radialis (bot van het onderarm aan de duimzijde). De articulatio humeroradialis is het gewricht tussen de humerus en de radialis.